# Besleria aggregata
Besleria aggregata är en tvåhjärtbladig växtart som först beskrevs av Carl Friedrich Philipp von Martius, och fick sitt nu gällande namn av Johannes von Hanstein. Besleria aggregata ingår i släktet Besleria och familjen Gesneriaceae.

## Underarter
Arten delas in i följande underarter:
- B. a. aggregata
- B. a. semiannularis